# Museo Ampère
Il Museo Ampère è un museo di storia dell'elettricità dedicato ad André-Marie Ampère (1775-1836). Il museo si trova a Poleymieux-au-Mont-d'Or, a circa 15 Km da Lione, ed è ospitato nella casa in cui André-Marie Ampère trascorse parte della sua gioventù. È stato premiato con lo status di Maisons des Illustres ("Casa degli illustri") nel 2013.

## Storia
Nel 1928, Hernand e Sosthenes Behn, uomini d'affari americani e mecenati d'arti, acquistarono l'ex proprietà Ampère che era appena stata messa in vendita. Il fratelli Behn erano di origine francese dalla parte materna, e cofondatori della multinazionale ITT. Fecero dono della casa alla "Société française des électriciens", che due anni dopo lo affidò alla "Société des amis d'André-Marie Ampère".  Questa associazione prese la gestione del museo che fu inaugurato il primo luglio 1931.
Il Museo Ampère ha ottenuto il riconoscimento "EPS historical site" (2021) e il riconoscimento "IEEE Historic Milestone" (2023) assegnati rispettivamente dalla European Physical Society e dall'IEEE.

## Esposizioni
Il museo è composto da due edifici per un totale di undici sale espositive, con la "sala degli ospiti" della casa al piano terra. Delle audioguide in francese e in inglese sono a disposizione dei visitatori. Il museo ha anche una sala separata, "L'espace Ampère", con posti a sedere per 50 persone, che può ospitare colloqui o riunioni.
I visitatori troveranno dei modelli che riproducono gli esperimenti fondamentali dell'elettromagnetismo realizzati da Ampère e d'innumerevoli fisici del suo tempo come Luigi Galvani, Alessandro Volta, Hans Christian Ørsted, Michael Faraday. Il pubblico può azionare gli esperimenti, trovare spiegazioni e informazioni supplementari, giocare e quindi essere iniziato per esperienza e in modo giocoso alle leggi dell'elettromagnetismo.
In una delle sale il visitatore trova ritratti, libri e manoscritti associati alla famiglia Ampère: André-Marie Ampère (1775-1836) così come suo padre Jean-Jacques (1733-1793) e suo figlio Jean-Jacques Ampère (1800-1864).
Altre sale permettono ai visitatori di viaggiare attraverso la storia dell'elettricità fino alla produzione di energia rinnovabile con turbine eoliche, impianti fotovoltaici, ecc... Il negozio del museo offre alcuni libri e souvenir.

## Scuola di scienze
Il museo offre visite di un giorno o di mezza giornata per contribuire a progetti pedagogici, dalla scuola elementare alle scuole superiori e oltre.